# The Bootleg Series Vol. 4: Bob Dylan Live 1966, The "Royal Albert Hall" Concert
Az 1998-as The Bootleg Series Vol. 4: Bob Dylan Live 1966, The "Royal Albert Hall" Concert Bob Dylan kétlemezes koncertalbuma. A felvételek Dylan híres 1966-os világturnéján készültek.
A számlista két részből áll: az elsőn Dylan egyedül zenél a színpadon, míg a második részen a The Hawks együttessel adja elő a dalokat. A koncert első felét a közönség jól fogadta, de a második felén minden dal előtt és után bekiabálások hallhatóak.
Az album 1998. október 24-én debütált a Billboard 200-on, a 31. helyen. 2005. november 11-én kapta meg az arany minősítést a RIAA-tól. Az album szerepel az 1001 lemez, amit hallanod kell, mielőtt meghalsz című könyvben.

## Az album dalai
| 1. | She Belongs to Me            | Bob Dylan | 3:27  |
| 2. | 4th Time Around              | Dylan     | 4:37  |
| 3. | Visions of Johanna           | Dylan     | 8:08  |
| 4. | It's All Over Now, Baby Blue | Dylan     | 5:45  |
| 5. | Desolation Row               | Dylan     | 11:31 |
| 6. | Just Like a Woman            | Dylan     | 5:52  |
| 7. | Mr. Tambourine Man           | Dylan     | 8:52  |

| 1. | Tell Me Momma                                         | Dylan                                | 5:10 |
| 2. | I Don't Believe You (She Acts Like We Never Have Met) | Dylan                                | 6:07 |
| 3. | Baby, Let Me Follow You Down                          | Eric von Schmidt; hangszerelte Dylan | 3:46 |
| 4. | Just Like Tom Thumb's Blues                           | Dylan                                | 6:50 |
| 5. | Leopard-Skin Pill-Box Hat                             | Dylan                                | 4:50 |
| 6. | One Too Many Mornings                                 | Dylan                                | 4:22 |
| 7. | Ballad of a Thin Man                                  | Dylan                                | 7:55 |
| 8. | Like a Rolling Stone                                  | Dylan                                | 8:01 |

## Közreműködők

### Zenészek
- Bob Dylan – ének, gitár, elektromos gitár, szájharmonika, zongora
- Robbie Robertson – elektromos gitár
- Rick Danko – basszusgitár, vokál
- Richard Manuel – zongora
- Garth Hudson – orgona
- Mickey Jones – dob

### Produkció
- Jeff Rosen – producer
- Vic Anesini – hangmérnök
- Steven Berkowitz – keverés
- Michael Brauer – keverés
- Greg Calbi – mastering
- Barry Feinstein – fényképek
- David Gahr – fényképek
- Geoff Gans – művészeti vezető
- Tony Glover – jegyzetek
- Don Hunstein – fényképek
- Art Kane – fényképek
- Mark Makin – fényképek
- Hank Parker – fényképek
- Jan Persson – fényképek
- Jerry Schatzberg – fényképek
- Sandy Speiser – fényképek
- Mark Wilder – szerkesztés

## Fordítás
Ez a szócikk részben vagy egészben a The Bootleg Series Vol. 4: Bob Dylan Live 1966, The "Royal Albert Hall" Concert című angol Wikipédia-szócikk ezen változatának fordításán alapul.  Az eredeti cikk szerkesztőit annak laptörténete sorolja fel. Ez a jelzés csupán a megfogalmazás eredetét és a szerzői jogokat jelzi, nem szolgál a cikkben szereplő információk forrásmegjelöléseként.